# Vilafranca Eagles
I Vilafranca Eagles sono una squadra di football americano di Vilafranca del Penedès, in Spagna. Fondati nel 1989, hanno vinto una Spain Football League e un titolo spagnolo.

## Dettaglio stagioni

### Tornei nazionali

#### Campionato

##### LNFA
| Stagione | regular season | regular season | regular season | regular season | regular season | regular season | playoff | playoff | playoff | playoff | playoff | playoff          | playoff           |
|          | Vin            | Par            | Per            | Tot            | PF             | PS             | Vin     | Per     | Tot     | PF      | PS      | risultato        | avversaria        |
| -------- | -------------- | -------------- | -------------- | -------------- | -------------- | -------------- | ------- | ------- | ------- | ------- | ------- | ---------------- | ----------------- |
| 1995     | 7              | 1              | 1              | 9              | ?              | ?              | 0       | 1       | 1       | 20      | 30      | Quarti di finale | Barcelona Howlers |
| 1996     | 10             | 0              | 1              | 11             | ?              | ?              | 2       | 1       | 1       | 93      | 30      | Finale           | Madrid Panteras   |
| 1997     | 9              | 0              | 1              | 10             | 356            | 111            | 2       | 0       | 2       | 93      | 28      | Campioni         | Madrid Panteras   |
| Totale   | 26             | 1              | 3              | 30             | 356+?          | 111+?          | 4       | 2       | 6       | 206     | 88      |                  |                   |

Fonti: Enciclopedia del Football - A cura di Roberto Mezzetti

##### LNFA 2
| Stagione | regular season | regular season | regular season | regular season | regular season | regular season | playoff | playoff | playoff | playoff | playoff | playoff   | playoff    |
|          | Vin            | Par            | Per            | Tot            | PF             | PS             | Vin     | Per     | Tot     | PF      | PS      | risultato | avversaria |
| -------- | -------------- | -------------- | -------------- | -------------- | -------------- | -------------- | ------- | ------- | ------- | ------- | ------- | --------- | ---------- |
| 2008     | 1              | 0              | 4              | 5              | 37             | 209            | -       | -       | -       | -       | -       | -         | -          |
| 2009     | 1              | 0              | 4              | 5              | 45             | 179            | -       | -       | -       | -       | -       | -         | -          |
| Totale   | 2              | 0              | 8              | 10             | 82             | 388            | -       | -       | -       | -       | -       |           |            |

Fonti: Enciclopedia del Football - A cura di Roberto Mezzetti

### Tornei locali

#### Campionato catalano
| Stagione | regular season | regular season | regular season | regular season | regular season | regular season | playoff | playoff | playoff | playoff | playoff | playoff    | playoff       |
|          | Vin            | Par            | Per            | Tot            | PF             | PS             | Vin     | Per     | Tot     | PF      | PS      | risultato  | avversaria    |
| -------- | -------------- | -------------- | -------------- | -------------- | -------------- | -------------- | ------- | ------- | ------- | ------- | ------- | ---------- | ------------- |
| 2014-15  | 9              | 0              | 0              | 9              | 359            | 81             | 0       | 1       | 1       | 27      | 32      | Semifinale | Terrassa Reds |
| 2015-16  | 3              | 0              | 4              | 7              | 183            | 143            | -       | -       | -       | -       | -       | -          | -             |
| 2016-17  | 2              | 0              | 5              | 7              | 64             | 262            | -       | -       | -       | -       | -       | -          | -             |
| 2017-18  | 2              | 0              | 5              | 7              | 84             | 187            | -       | -       | -       | -       | -       | -          | -             |
| 2018-19  | 1              | 0              | 10             | 11             | 65             | 350            | -       | -       | -       | -       | -       | -          | -             |
| 2019-20  | 0              | 0              | 8              | 8              | 31             | 239            | -       | -       | -       | -       | -       | -          | -             |
| Totale   | 17             | 0              | 32             | 49             | 786            | 1262           | 0       | 1       | 1       | 27      | 32      |            |               |

Fonti: Enciclopedia del Football - A cura di Roberto Mezzetti

#### Campionato catalano a 7
| Stagione | regular season | regular season | regular season | regular season | regular season | regular season | playoff | playoff | playoff | playoff | playoff | playoff   | playoff    |
|          | Vin            | Par            | Per            | Tot            | PF             | PS             | Vin     | Per     | Tot     | PF      | PS      | risultato | avversaria |
| -------- | -------------- | -------------- | -------------- | -------------- | -------------- | -------------- | ------- | ------- | ------- | ------- | ------- | --------- | ---------- |
| 2021     | 0              | 0              | 4              | 4              | 63             | 172            | -       | -       | -       | -       | -       | -         | -          |
| Totale   | 0              | 0              | 4              | 4              | 63             | 172            | -       | -       | -       | -       | -       |           |            |

Fonti: Enciclopedia del Football - A cura di Roberto Mezzetti

### Riepilogo fasi finali disputate
| Anno           | Luogo | Evento | Fase del torneo | Incontro                          | Risultato |
| 12 aprile 2015 |       | LCFA   | Semifinale      | Vilafranca Eagles - Terrassa Reds | 27 - 32   |

## Palmarès
- 1 Spain Football League (1993)
- 1 Campionato spagnolo (1997)
- 1 Supercoppa di Catalogna (1996)
- 1 Campionato catalano cadetti (1999-2000)